# Andżelika Borys

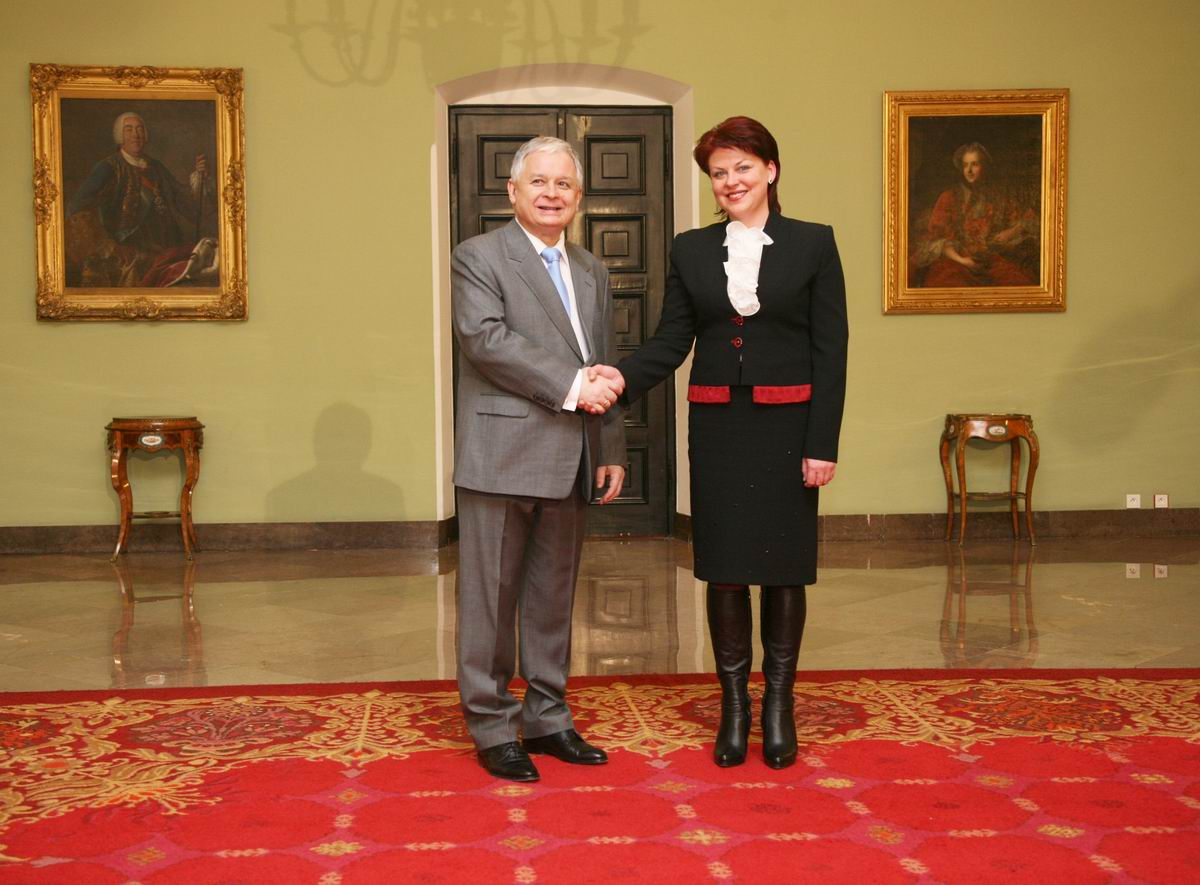
Lech Kaczyński i Andżelika Borys (2010)

Andżelika Borys (biał. Анжаліка Борыс, Anżalika Borys; ur. 18 października 1973 w Grodnie) – polska nauczycielka na Białorusi, działaczka mniejszości polskiej na Białorusi i białoruskiej opozycji, w latach 2005–2010 i od 2016 przewodnicząca Związku Polaków na Białorusi.

## Życiorys
Urodziła się 18 października 1973 roku w polskiej rodzinie Czesława i Henryki Borysów, mieszkających w Białoruskiej SRR, późniejszej Białorusi. Ukończyła szkołę średnią w Podlipkach, następnie uczyła się w Zamościu i podjęła studia na Wydziale Pedagogiki i Psychologii Uniwersytetu w Białymstoku. Po ukończeniu studiów wróciła na Białoruś, gdzie uczyła języka polskiego w polskiej szkole w Grodnie i w Odelsku.
W 1995 została członkiem Związku Polaków na Białorusi, a po trzech latach przewodniczącą jego wydziału edukacji. Na szóstym zjeździe ZPB w marcu 2005 wybrano ją, ku zaskoczeniu władz Białorusi, na przewodniczącą Związku. Zastąpiła na tym stanowisku współpracującego z władzami państwowymi Tadeusza Kruczkowskiego. 12 maja 2005 białoruskie Ministerstwo Sprawiedliwości unieważniło zjazd, a frakcja prorządowa przeprowadziła nowy zjazd, na którym na prezesa wybrano Józefa Łucznika. Od tego momentu ZPB podzielił się na dwie zwalczające się grupy z osobnymi kierownictwami. 15 marca 2009 została ponownie wybrana na przewodniczącą ZPB na kolejną czteroletnią kadencję przez frakcję antyrządową. 14 czerwca 2010 ogłosiła rezygnację z pełnionej funkcji przewodniczącej ZPB, motywując to przyczynami osobistymi. 10 grudnia 2016 została ponownie wybrana na przewodniczącą ZBP.
Za swoją działalność niejednokrotnie była ścigana przez białoruski wymiar sprawiedliwości. Od marca 2005 była kilkadziesiąt razy przesłuchiwana przez KGB, prokuraturę oraz milicję. Kilkakrotnie była skazana na wysokie kary grzywny oraz aresztu. Między innymi 9 czerwca 2008 ukarano ją grzywną wysokości Br 1 mln 400 tys. (ponad 400 €) za zorganizowanie 2 maja 2008 w Grodnie koncertu polskiego zespołu Lombard, na początku lutego 2010 na karę w wysokości 4,2 miliona rubli (ok. 1000 euro) za „nielegalną działalność charytatywną”, a kilka dni później na milion rubli „za udział w nielegalnym wiecu” przed Domem Polskim w Grodnie 10 lutego. 12 marca 2015 Andżelika Borys otrzymała powiadomienie o postanowieniu inspektora Departamentu Dochodzeń Finansowych Komitetu Kontroli Państwowej (KKP) dotyczące zastosowania wobec niej czynności inwigilacyjnych w postaci nieustannej obserwacji ze strony tego urzędu.
23 marca 2021 Andżelika Borys została aresztowana. Poinformowała na Facebooku, że „jedzie w Leninskij ROWD”. Od tego czasu pozostawała w areszcie. Postawiono jej zarzuty dotyczące podżegania do nienawiści na tle etnicznym oraz rehabilitacji nazizmu, za co groziło jej od 5 do 12 lat pozbawienia wolności. 9 grudnia 2021 Sejm RP IX kadencji przyjął uchwałę „wzywającą reżim białoruski do zaprzestania represji wobec Andżeliki Borys i Andrzeja Poczobuta oraz innych więźniów politycznych”. Podobną uchwałę Sejm przyjął 28 marca 2022.
25 marca 2022 Andżelika Borys została zwolniona z więzienia. W kwietniu 2023 r. zarzuty wobec Borys zostały wycofane.

## Wyróżnienia i nagrody
- Tytuł „Kobieta Roku” miesięcznika „Twój Styl” (2006)[14].
- Nagroda „Fidelis Poloniae” (2006, za obronę wolności słowa, przyznana przez Światowe Forum Mediów Polonijnych)[15].
- Członek honorowy Stowarzyszenia Ludzi Aktywnych „Horyzonty” (2009)[16][17].
- Dyplom ministra spraw zagranicznych (2011, za wybitne zasługi dla promocji Polski na świecie, przyznany przez Radosława Sikorskiego)[18].
- Nagroda „Polonicus” (2014, w kategorii Organizacja życia polonijnego w Europie Wschodniej, przyznana przez Polonię europejską we współpracy z Europejską Unią Wspólnot Polonijnych)[19][20][21].
- Honorowe obywatelstwo gminy Kadzidło (2022)[22].
- Honorowe obywatelstwo Poznania (2023), „wyrażając uznanie dla wieloletniej, pełnej poświęceń pracy na rzecz obrony demokracji, praw człowieka i wolności słowa oraz działań podejmowanych w obronie kultury polskiej na Białorusi”[23].